# Bezirk Höfe
Der Bezirk Höfe ist ein Bezirk des Kantons Schwyz in der Schweiz. Der Bezirk besteht aus drei politischen Gemeinden, Bezirkshauptorte sind alternierend Wollerau (2005–2008) und Pfäffikon SZ (2009–2010).
Das Gebiet umfasst den Abhang zwischen Etzel und Zürichsee. Die beiden Inseln Ufenau und Lützelau gehören ebenso zum Territorium des Bezirks, Eigentümer sind das Kloster Einsiedeln für die Ufenau und die Ortsgemeinde Rapperswil (Rapperswil-Jona) für die Lützelau.

## Politische Gemeinden
| Wappen     | Name der Gemeinde | Einwohner (31. Dezember 2023) | Fläche in km² | Einwohner pro km² |
| ---------- | ----------------- | ----------------------------- | ------------- | ----------------- |
| Feusisberg | Feusisberg        | 5613                          | 17,50         | 321               |
| Freienbach | Freienbach        | 16'943                        | 13,80         | 1228              |
| Wollerau   | Wollerau          | 7568                          | 6,31          | 1199              |
| Total (3)  | Total (3)         | 30'124                        | 37,61         | 801               |

## Ortschaften
| PLZ  | Name der Ortschaft      | Gemeinde   |
| ---- | ----------------------- | ---------- |
| 8836 | Biberbrugg (Feusisberg) | Feusisberg |
| 8835 | Feusisberg              | Feusisberg |
| 8834 | Schindellegi            | Feusisberg |
| 8806 | Bäch SZ                 | Freienbach |
| 8640 | Hurden                  | Freienbach |
| 8807 | Freienbach              | Freienbach |
| 8808 | Pfäffikon SZ            | Freienbach |
| 8832 | Wilen bei Wollerau      | Freienbach |
| 8832 | Wollerau                | Wollerau   |

## Entstehung des Bezirks
Die Bezeichnung Höfe geht auf die mittelalterliche Einteilung des Gebiets in den Vorderen Hof (Pfäffikon SZ) und den Hinteren Hof (Wollerau) zurück, die ursprünglich beide zum Grundbesitz des Klosters Einsiedeln gehörten. Während der Helvetik (1798–1803) waren die beiden Höfe Teil des Distrikts Rapperswil im kurzlebigen Kanton Linth. 1803 wurden die Höfe unter den Bezeichnungen Bezirk Pfäffikon und Bezirk Wollerau wieder selbständige Verwaltungseinheiten. Nach dem Sonderbundskrieg erhielt der Kanton Schwyz eine neue Kantonsverfassung, aufgrund derer die beiden «Höfe» am 27. Februar 1848 im neuen Bezirk Höfe zusammengeführt wurden. Die unfreiwillige Zusammenführung führte zu einem Kompromiss bei der Festlegung des Bezirkshauptorts: alternierend ist Wollerau jeweils für vier Jahre und Pfäffikon jeweils für zwei Jahre Hauptort – in Anlehnung an die Grösse und Bedeutung des Hinteren respektive des Vorderen Hofs.
Die Regelung gilt bis heute, auch wenn sich die Bedeutung faktisch auf den Titel reduziert hat; die Bezirksverwaltung (Notariat, Bezirkskanzlei, Bezirksgericht) ist im neuen Rathaus von Wollerau angesiedelt, einzig der Ort der jährlichen Bezirksgemeindeversammlung wechselt zwischen Wollerau und Freienbach.